# Topciivka, Cernihiv
Topciivka (în ucraineană Топчіївка) este un sat în comuna Seredînka din raionul Cernihiv, regiunea Cernihiv, Ucraina.

## Demografie
Componența lingvistică a localității Topciivka
     Ucraineană (98,21%)
     Rusă (1,79%)
Conform recensământului din 2001, majoritatea populației localității Topciivka era vorbitoare de ucraineană (98,21%), existând în minoritate și vorbitori de rusă (1,79%).